# Anna Hazare

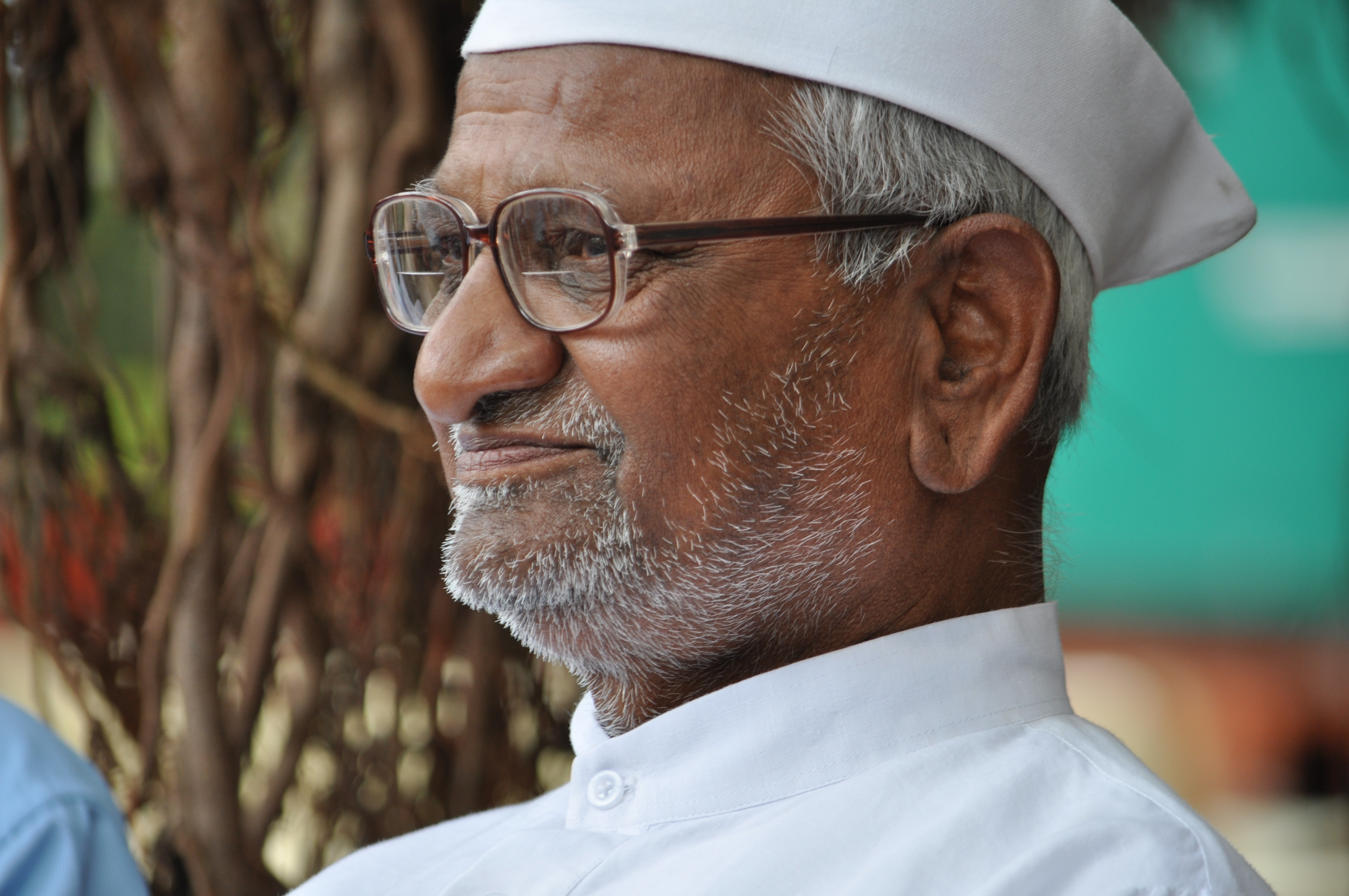
Anna Hazare, 2014

Kisan Baburao Hazare (Marathi: किसन बापट बाबुराव हजारे, Ausspracheⓘ, * 15. Juni 1937 oder 1938 in Bhingar in der damaligen Provinz Bombay, heute Maharashtra), bekannt als Anna Hazare, ist ein indischer Bürgerrechtler, der eine wichtige Rolle bei den Demonstrationen gegen Korruption im Jahr 2011 spielte.

## Leben
Hazare wurde 1937 geboren und ist Hindu. 1963 trat er der Armee bei, nachdem Indien den Indisch-Chinesischen Grenzkrieg verloren hatte. Während des Zweiten Indisch-Pakistanischen Kriegs war er 1965 der einzige Überlebende eines pakistanischen Luftschlags gegen den Grenzposten, an dem er stationiert war. 1975 verließ Hazare das Militär. Anschließend half er, die Lebensqualität in seinem verarmten Heimatdorf zu verbessern. Gemäß der Lehren Mahatma Gandhis wurde insbesondere die Nachhaltigkeit der Landwirtschaft verbessert. 1991 gründete er die Volksbewegung gegen Korruption. 1992 wurde er für sein Engagement mit dem Padma Bhushan, dem dritthöchsten indischen Zivilorden, ausgezeichnet.
Am 5. April 2011 trat Hazare in einen Hungerstreik, um die Regierung zu veranlassen, Anti-Korruptionsmaßnahmen auf den Weg zu bringen. Er löste eine Massenbewegung aus, die sich unter anderem im Internet formierte. Die Regierung kam den Forderungen schließlich nach und setzte eine aus Regierungsvertretern und zivilgesellschaftlichen Akteuren zusammengesetzte Kommission ein, die sich des Problems annehmen sollte. Am 9. April brach Hazare den Hungerstreik daraufhin ab.
Da der Gesetzesentwurf, der dem Parlament vorgelegt wurde, seiner Meinung nach viele Punkte offenließ und nicht geeignet war, das Problem der Korruption zu lösen, kündigte Hazare an, im August erneut in einen Hungerstreik zu treten. Am 16. August wurde er verhaftet und sollte erst unter der Auflage, nicht zu hungern, freigelassen werden. Hazare begann seinen Hungerstreik daraufhin im Gefängnis und blieb freiwillig dort. Am 19. August verließ er die Haftanstalt und setzt seinen öffentlichkeitswirksamen Hungerstreik zunächst fort. Erst nachdem das Parlament bei seinen Beratungen über ein Anti-Korruptionsgesetz Bereitschaft signalisiert hatte, auf wesentliche Forderungen Hazares einzugehen, brach er seine Aktion am 28. August 2011 ab. Vor zehntausenden jubelnden Anhängern im Zentrum von Neu-Delhi nahm er ein paar Schlucke Kokosmilch und Honig zu sich. Zu seinen Forderungen zählte vor allem die Schaffung einer unabhängigen Behörde, die alle Minister, Abgeordnete und Beamte überwacht, sowie Ombudsmänner in allen 29 Bundesstaaten.